# Akah
Akah is een bestuurslaag in het regentschap Klungkung van de provincie Bali, Indonesië. Akah telt 4556 inwoners (volkstelling 2010).